# Carla Klein
Carla Jacoba Henriëtte Klein (Baarn, 25 juli 1943) is een Nederlands beeldhouwer en medailleur uit Amsterdam.
Ze werd in Baarn geboren als dochter van een artistiek fotograaf. Van 1963 - 1966 bezocht ze de Gooise Academie te Laren (Noord-Holland). In 1967 verhuisde ze naar Amsterdam. Daar kreeg ze tussen 1967 en 1972 haar opleiding aan de Rijksakademie van beeldende kunsten. Ze kreeg er les van Piet Esser, Paul Grégoire, en Theresia van der Pant. Tijdens haar studie raakte ze gespecialiseerd in het maken van bronzen beelden. Door haar leermeester en medailleur Piet Esser raakte zij bovendien geïnspireerd in het maken van penningen. Zij werd na haar studie lid van de Vereniging voor Penningkunst en de Fédération internationale de la médaille d'art (FIDEM) en van de Belgische Promotie van de Medaille (PVDM). Zij is nog lid van de BAMS (British Art Medal Society) en de Duitse penningvereniging Deutsche Gesellschaft für Medaillenkunst (DGMK).
In de brochures Studio Niklé. Een Dubbelportret van Atelier Niklé en Atelier Niklé 10 jaar staat een overzicht van de werken van Carla Klein tussen 1986 en 1990. In zeer beperkt verschenen druk (1500x) verscheen in 1993 ter gelegenheid van haar vijftigste verjaardag Carla Klein Beeldhouwster / medailleur, geschreven door haar man, de kunstenaar en dichter Arnold (Arnaldo) Nieuwendam. In 2023 verscheen ter gelegenheid van haar 80ste verjaardag: Carla Klein Beelden en penningen in een oplage van 400 stuks. Het boek bevat een complete biografie, al haar bekende beelden (90x) en haar gehele penningoeuvre. Ook dit boek is geschreven door haar man, de kunstenaar en dichter Arnold (Arnaldo) Nieuwendam.

## Beeldhouwer
Haar beginwerk bestond uit poppen in een sprookjesachtige wereld verbeeldden waarmee ze ook exposeerde.
Naast beelden die in het teken van de dans staan, heeft zij een voorkeur voor dierplastieken. Haar beelden zijn uitgevoerd in hout, brons en steen. Inmiddels boetseerde zij zo'n 100 beelden.
Haar beelden werden uitgereikt aan Olympisch kampioene Ellen van Langen en aan de ereburgers van het Amsterdamse stadsdeel Oud-Zuid. Vele kunstwerken zijn opgenomen in binnen- en buitenlandse collecties. Haar atelier Niklé staat aan de Mesdagstraat in Amsterdam. 

## Medailleur
Naast beeldhouwwerk ontwerpt zij vaak penningen met het onderwerp mens en dier. Zij maakte in totaal meer dan 90 penningen. Specialisatie daarbij is het portret op de penning. In 1997 ontwierp zij ter gelegenheid van het 25-jarig bestaan van Numismatische Kring Utrecht een bronzen penning. In 2005 was zij de ontwerpster van de erepenning van Enschede. In 2010 maakte zij de Jubileumpenning van Maria Callas als Violetta in La Traviata, ter gelegenheid van het twintigjarig bestaan van de Maria Callas International Club. Voor de historische vereniging Lekkerkerk door de Tijd maakte ze in datzelfde jaar de Maartjepenning, een hommage aan Maartje van Limborgh die een legaat naliet aan de vereniging. In 2010 won zij met de penning Trojka in Lissabon een prijs op de International Biennal of Contemporary Medals. Op het winnende ontwerp staan op de voorzijde drie paarden boven elkaar geplaatst en aan de keerzijde drie paarden in diverse standen. Dat ze ook vaak vogels op penningen afbeeldde bleek bijvoorbeeld op de veertien eenzijdig gegoten exemplaren zoals op Liesbeth met Ooievaar (1980) en Huwelijkspenning met futen(1992).

## Collecties
Naast de aankoop door particulieren en de gemeenten Enschede en Amsterdam werd haar werk opgenomen in de collecties van
- Bodemuseum Münzkabinett Berlijn
- Münzkabinett München
- Geldmuseum - Utrecht
- British Museum
- Teylers Museum - Haarlem
- Groninger Museum
- Allard Pierson Museum - Amsterdam,
- Kattenkabinet - Amsterdam

## FIDEM exposities (selectie)
- 1987 Colorado Springs, U.S.A.
- 1990 Helsinki, Finland. F.I.D.E.M
- 1996 Neuchátel, Zwitserland
- 2007 Colorado Springs, U.S.A.
- 2016 Gent België
- 2021 Tokyo Japan